# J'ai choisi l'enfer
Pour plus de détails, voir Fiche technique et Distribution.
J'ai choisi l'enfer (... Y eligió el infierno) est un film dramatique espagnol sorti en 1957, réalisé par César Fernández Ardavín.

## Synopsis
En Allemagne de l'Est, un groupe d'hommes travaille clandestinement pour aider tous ceux qui cherchent à fuir le communisme, pour qu'ils puissent passer la frontière, le fameux Rideau de fer.

## Fiche technique
- Titre français : J'ai choisi l'enfer[1]
- Titre original espagnol : ... Y eligió el infierno
- Réalisation : César Fernández Ardavín
- Scénario : Alfredo Echegaray, José Antonio Medrano, José María de Quintana
- Musique : Emilio Lehmberg
- Photographie : Manuel Berenguer
- Format d'image : Noir et blanc
- Pays :  Espagne
- Année de sortie : 1957
- Genre : dramatique
- Durée : 106 minutes
- Production : Miguel Mezquiriz pour Cinematográfica Elsa et Producciones Miguel Mezquiriz[1]

## Distribution
Sauf indication contraire, les informations mentionnées dans cette section peuvent être confirmées par la base de données cinématographiques IMDb,  présente dans la section « Liens externes ».
- Sabine Bethmann : Elsa
- Conrado San Martín : Luis
- Gérard Tichy : capitaine Kramer
- Fernando Sancho : Gustav
- Julia Martínez : Joanna
- Julio Peña : père Frederik
- Antonio Molino Rojo : sergent
- Mariano Azaña : curé
- Carlos Larrañaga
- Rafael Bardem
- Luana Alcañiz

## Récompenses
Le film a été récompensé à la treizième édition des Medallas du Círculo de Escritores Cinematográficos comme meilleur film, meilleur réalisateur et meilleure photographie en noir et blanc, et par le Syndicat national du spectacle l'année précédente, comme meilleure photographie, meilleure musique, et enfin meilleur film (pour « haute valeur morale et politique »).